# Рубиатаба
Рубиатаба (порт. Rubiataba)  —  муниципалитет в Бразилии, входит в штат Гояс. Составная часть мезорегиона Центр штата Гойас. Входит в экономико-статистический  микрорегион Серис. Население составляет 18 025 человек на 2007 год. Занимает площадь 748,273 км². Плотность населения — 25,6 чел./км².
Праздник города — 12 октября.

## История
Город основан 12 октября 1953 года.

## Статистика
- Валовой внутренний продукт на 2003 год составляет 72 790 178,00 реалов (данные: Бразильский институт географии и статистики).
- Валовой внутренний продукт на душу населения на 2003 год составляет 3903,38 реалов (данные: Бразильский институт географии и статистики).
- Индекс развития человеческого потенциала на 2000 год составляет 0,748 (данные: Программа развития ООН).

## География
Климат местности: тропический.